# Diana Riesler
Diana Riesler née le 2 août 1984 à Iéna en Allemagne est un triathlète professionnelle championne d'Europe de triathlon longue distance en 2013 et  multiple vainqueur sur compétition Ironman.

## Biographie
Diana Riesler commence le triathlon à la fin de ces études en 2006. Elle prend le départ de son premier Ironman en 2008 et finit première de sa catégorie d'age, 20-25 ans. Elle fait le choix de devenir professionnelle en 2009 et intègre l'équipe TriPEP (ancienne Team TBB) et suit les entrainements de Joseph Spindler puis de Brett Sutton. En juin 2010, elle remporte son premier titre national en devenant championne de son pays natal sur moyenne distance, performance qu'elle renouvelle en 2011. En 2013, elle connait sa première consécration internationale en remportant le Championnats d'Europe de triathlon longue distance. 
En 2014, elle remporte son premier Ironman en Malaisie et conserve son titre en 2015, elle remporte cette même année celui de Lanzarote en Espagne. Elle ajoute à cette saison une victoire sur le Challenge Poznań en Pologne.
Diana Riesler est divorcée et vit en 2015 à Majorque en Espagne.

## Palmarès
Le tableau présente les résultats les plus significatifs (podium) obtenus sur le circuit national et international de triathlon depuis 2008.
| Année | Compétition                | Pays           | Position           | Temps           |
| ----- | -------------------------- | -------------- | ------------------ | --------------- |
| 2017  | Ironman Malaisie           | Malaisie       | Médaille d'or      | 9 h 19 min 1 s  |
| 2017  | Ironman Royaume-Uni        | Royaume-Uni    | Médaille d'argent  | 9 h 41 min 56 s |
| 2016  | Ironman 70.3 Gdynia        | Pologne        | Médaille d'or      | 4 h 18 min 45 s |
| 2016  | Ironman Malaysia           | Malaisie       | Médaille d'or      | 9 h 25 min 34 s |
| 2015  | Ironman Malaysia           | Malaisie       | Médaille d'or      | 9 h 37 min 6 s  |
| 2015  | Ironman Lanzarote          | Espagne        | Médaille d'or      | 9 h 56 min 3 s  |
| 2015  | Ironman 70.3 Gdynia        | Pologne        | Médaille d'or      | 4 h 23 min 1 s  |
| 2015  | Challenge Poznań           | Pologne        | Médaille d'or      | 4 h 21 min 33 s |
| 2014  | Ironman Malaysia           | Malaisie       | Médaille d'or      | 9 h 26 min 38 s |
| 2014  | Ironman 70.3 Barcelona     | Espagne        | Médaille de bronze | 4 h 59 min 13 s |
| 2013  | Challenge Vichy            | France         | Médaille d'or      | 4 h 59 min 13 s |
| 2013  | Championnat d'Europe LD    | France         | Médaille d'or      | 4 h 59 min 13 s |
| 2012  | Ironman Afrique du Sud     | Afrique du Sud | Médaille de bronze | 10 h 1 min 14 s |
| 2012  | Trumer Triathlon           | Autriche       | Médaille d'or      | 4 h 30 min 23 s |
| 2011  | Cologne 226                | Allemagne      | Médaille d'or      | 9 h 11 min 59 s |
| 2011  | Ironman Royaume-Uni        | Royaume-Uni    | Médaille d'argent  | 9 h 25 min 41 s |
| 2011  | Ironman Autriche           | Autriche       | Médaille de bronze | 8 h 53 min 34 s |
| 2011  | Ironman Afrique du Sud     | Afrique du Sud | Médaille de bronze | 9 h 20 min 37 s |
| 2010  | TriStar 222 Sardinia       | Italie         | Médaille d'or      | 8 h 16 min 47 s |
| 2010  | Cologne 226                | Allemagne      | Médaille d'or      | 9 h 1 min 28 s  |
| 2010  | Championnat d'Allemagne LD | Allemagne      | Médaille d'or      | 4 h 22 min 15 s |
| 2008  | Kalmar Triathlon           | Suède          | Médaille de bronze | 9 h 48 min 88 s |